# Amintore Galli
Amyntor (Amintore) Flaminio Claudio Galli (né à Valmarecchia le 12 octobre 1845 et mort à Rimini le 8 décembre 1919) est un éditeur de musique, journaliste, historien, musicologue et compositeur italien.
Formé sous la tutelle d'Alberto Mazzucato au conservatoire de Milan, Galli devient en 1874 le directeur artistique de la nouvelle Casa Musicale Sonzogno, fondée par Edoardo Sonzogno (it). Il y dirige plusieurs revues et sous sa direction, Sonzogno se distingue en publiant des opéras célèbres à des prix accessibles, faisant de la maison d'édition musicale l'une des plus importantes d'Italie. Galli traduit de nombreux livrets et compose des récitatifs originaux. En sa qualité de directeur d'Il teatro illustrato, il supervise les concours musicaux de Sonzogno, dont le deuxième concours couronne Cavalleria rusticana de Pietro Mascagni, son ancien élève, avec qui Galli est particulièrement proche.
De 1878 à 1903, Galli préside la chaire de contrepoint et d'esthétique musicale au conservatoire de Milan. Parmi ses élèves se trouvent Ruggero Leoncavallo, Umberto Giordano, Marco Enrico Bossi, Giacomo Puccini et Francesco Cilea. Il rédige plusieurs essais et traités influents sur la musicologie et l'histoire de la musique, qui restent étudiés dans de nombreuses écoles de musique italiennes.
Malgré une carrière illustre en tant qu'éditeur, journaliste et universitaire, ses œuvres opératiques rencontrent un accueil tiède ; seulement deux sont jouées de son vivant. Galli est crédité pour la composition de l'Inno dei lavoratori (it) de Filippo Turati, un hymne socialiste populaire qui est interdit par les gouvernements successifs. Il décède à Rimini en 1919. En mai 1947, le Théâtre Victor Emmanuel II (it) de la ville, endommagé lors de la Seconde Guerre mondiale, est renommé en son honneur.

## Vie et éducation
Galli naît le 12 octobre 1845,. Son lieu de naissance est contesté entre Perticara (it) et Talamello, deux villages proches de Novafeltria, dans la vallée du Marecchia et de l'actuelle province de Rimini,. Son acte de naissance indique qu'il a été baptisé à Talamello – l'église de Perticara n'ayant pas de fonts baptismaux – mais ses parents sont enregistrés comme vivant à Perticara. Les parents de Galli sont Antonio Galli et Livia Signorini ; son père était un architecte employé dans les mines de soufre,, engagé par la nouvelle direction de la mine pour réactiver la production après l'échec de la société de gestion précédente,. Les deux sœurs de Galli, Eroteide et Ezifola, ainsi que son frère Claudio, décèdent peu après leur naissance.
Bien que ses parents souhaitaient qu'il étudie l'architecture ou les mathématiques, Galli commence ses études musicales avec son oncle, Pio, à Rimini ; Pio est le directeur de la bande à Talamello.
Après son diplôme du lycée de Rimini,, en 1862, il s'inscrit au conservatoire de Milan. Il est un élève d'Alberto Mazzucato,, avec qui il étudie la composition et l'histoire de l'esthétique et de la musique. Galli est contemporain d'Arrigo Boito, et est introduit dans l'environnement artistique de la scapigliatura. Pendant son séjour à Milan, Galli compose l'aria Cesare al Rubicone, jouée au théâtre Victor Emmanuel II (it) de Rimini en 1864 et 1865,. En 1866, Galli s'enrôle avec Boito, Franco Faccio et Emilio Praga dans l'armée de Giuseppe Garibaldi, combattant dans la bataille de Bezzecca,.
En 1867,, Galli sort diplômé du conservatoire de Milan avec la cantate Espiazione. Pour cette cantate, il obtient le grand prix du conservatoire pour la composition. Il déménage à Amelia, en Ombrie, où il devient directeur d'une fanfare.
De 1871 à 1873, Galli vit à Finale Emilia, où il dirige la fanfare de la ville et l'école de musique municipale,,. Quatre de ses arrangements de bandes de compositions de grands maîtres sont joués à Finale Emilia.

## Casa Sonzogno
L'association de Galli avec Edoardo Sonzogno (it) commence en 1869, lorsqu'il devient rédacteur du magazine musical de Sonzogno, Euterpe,. Lorsqu'il retourne à Milan en 1874, Galli devient critique musical pour Il Secolo de Sonzogno,, l'un des journaux les plus largement diffusés en Italie, réputé pour ses tendances radicales, démocratiques et républicaines. Ses autres collaborateurs incluent Felice Cavallotti.
En 1874, Sonzogno ouvre un établissement musical, la Casa Musicale Sonzogno, dont Galli devient directeur artistique, lié à la maison d'édition de Sonzogno, Casa Sonzogno. Galli cherche à établir une ligne éditoriale distincte de celles de Casa Ricordi et Francesco Lucca, ses plus proches concurrents,, en publiant, selon Galli, « une collection d'œuvres maîtresses économiquement tarifées des grands maîtres ». Le premier volume d'Il teatro musicale giocoso, une telle série, offre la partition pour piano du Barbier de Séville de Gioachino Rossini pour une lire,. Galli écrit lui-même de nombreuses réductions pour piano, ainsi que des préfaces et des notes explicatives,. Avec son aide, la maison d'édition de Sonzogno acquiert les droits de nombreuses opérettes étrangères, notamment françaises. Ainsi, Galli traduit de nombreux librettos d'opéra français, incluant ceux de Hervé, Charles Lecocq et Jacques Offenbach ; son achat le plus sensationnel est celui de Carmen de Georges Bizet en 1879. Galli met souvent en musique des récitatifs qui n'avaient à l'origine aucun accompagnement.
Entre 1878 et 1903, tout en travaillant pour Sonzogno, Galli est nommé à la chaire de son ancien professeur de Contrepoint et d'Esthétique Musicale au Conservatoire de Milan. Parmi ses élèves figurent Ruggero Leoncavallo, Pietro Mascagni, Umberto Giordano, Marco Enrico Bossi, Giacomo Puccini et Francesco Cilea. Galli acquiert les œuvres de ses élèves, telles que Pagliacci de Leoncavallo, L'amico Fritz de Mascagni et Andrea Chénier et Fedora de Giordano; ces œuvres sont jouées dans des théâtres milanais, y compris La Scala, Santa Radegonda et Canobbiana, que Sonzogno avait spécialement achetés. Mascagni est particulièrement attaché à Galli, qui écrit également des réductions pour piano pour cinq de ses autres opéras (I Rantzau, Guglielmo Ratcliff, Silvano, Zanetto (it) et Le maschere).
En 1882, Galli devient directeur de deux des périodiques de Sonzogno : La musica populare, qu'il quitte en 1885, et Il teatro illustrato, qu'il quitte en 1892. Dans cette dernière fonction, Galli commande les quatre concours musicaux de Sonzogno, en collaboration avec Amilcare Ponchielli et Giovanni Sgambati. Notamment, lors du deuxième concours, annoncé en juillet 1888 et jugé par un panel incluant Galli et Antonio Ghislanzoni, Cavalleria rusticana de Mascagni remporte le premier prix contre soixante-douze autres opéras.
Galli quitte la direction de la Casa Sonzogno en 1904, bien qu'il soit secrétaire du comité jugeant son concours de composition de 1905. Évaluant sa direction, certains critiques reprochent à Galli son incapacité à identifier les succès opératiques, ce qui les amène à des maisons d'édition concurrentes, telles qu'Andrea Chénier, que Galli décrit comme « irreprésentable », tandis que Le Villi de Puccini est disqualifié du premier concours de Sonzogno, annoncé en juillet 1888, à cause d'un manuscrit illisible,.

## Essais
Galli écrit de nombreux essais et traités sur la musicologie et l'histoire de la musique, connus pour avoir inspiré des artistes tels que Filippo Marchetti, Carlo Pedrotti et Pietro Platania. Ses essais sont encore lus dans de nombreuses écoles de musique italiennes.
En tant qu'historien de la musique, Galli cherche à s'éloigner de l'historiographie biographique, représentée dans les méthodes de François-Joseph Fétis, pour adopter un cadre reconstruisant l'évolution du langage musical. Ainsi, il est plus proche de l'approche chronologique de F. Clement, mais Galli critique dans son essai La musica ed i musicisti (Milan, 1871) comment cela intègre insuffisamment les valeurs esthético-philosophiques dans la création de la musique. Son essai Appello al buon senso (Venice, s.d.) plaide pour lier l'évolution du langage musical à ses conditionnements environnementaux et culturels. Galli s'intéresse à identifier les valeurs qui informent la création de la musique, réfléchissant sur la philosophie kantienne dans son Estetica della musica (Turin, 1900), où il décrit la musique comme « une plastique audible découlant de l'idéalisation de multiples états de sentiment ».
Dans Alberto Mazzucato, cenni commemorativi (Milan, 1897), Galli déplore la « perversion artistique » présentée dans la « musique descriptive » de compositeurs qui évitent les mélodies telles que Jean-François Le Sueur et Hector Berlioz.
Les manuscrits de Galli sont conservés à la Biblioteca Civica Gambalunga (it) de Rimini,. Ils incluent ses trois derniers essais, qu'il n'avait pas achevés avant sa mort : un sur la musique italienne des années 1600 et 1700, un autre sur les précurseurs de l'esthétique musicale de Dante Alighieri à Giuseppe Mazzini, et un dernier sur le chant dans le drame.

## Composition musicale

### Œuvres opératiques
Galli est principalement célèbre pour son journalisme musical et ses essais : ses compositions rencontrent un succès limité, avec des accueils tièdes. Seules deux opéras sont joués sur scène pendant sa vie : l'opérette Il corno d’oro ou Un’avventura nel serraglio et Davide,. Il corno d’oro est créé au Teatro Balbo (it) de Turin le 30 août 1876 et joué plus tard à Barcelone ; une critique de septembre 1876 dans La Stampa note que sa troisième représentation au Balbo avait été « révisée et corrigée dans son argument à plusieurs endroits et c'est grâce à ces coupes et ces corrections que certaines pièces de l'opéra, au lieu de passer inaperçues, ont été accueillies avec quelques applaudissements. Le théâtre n'était pas très animé. » Davide est créé au théâtre lyrique de Milan le 12 novembre 1904, où il est froidement reçu par la critique. En janvier 1907, il est monté dans le cadre des célébrations du cinquantième anniversaire du Théâtre Victor Emmanuel II de Rimini,.
Parmi les dernières compositions de Galli figure Missa pacis (1919), qui est interprétée le 14 septembre 1919 dans l'église de San Giovanni Battista à Rimini, dirigée par Augusto Massari (it), lors d'une cérémonie solennelle pour la conclusion de la Première Guerre mondiale. À la suite du décès de Galli, le critique musical Vito Fideli (it) écrit à propos de la messe : 

« La Messe est une œuvre excellente, magnifique, digne à tous égards de l'esprit supérieur qui l'a conçue et réalisée. Ce n'est pas une messe liturgique, dans le sens voulu aujourd'hui par les réformistes les plus intransigeants de la musique sacrée, mais elle suit la tradition des meilleurs auteurs du genre religieux 'concertante' avec grand style: M. Haydn, Cherubini, Mozart, Beethoven, etc.
Avec cette œuvre, son illustre père a laissé un autre témoignage très clair de sa haute et érudite culture, de ses nombreuses activités fructueuses, de ses sentiments les plus nobles en tant qu'homme et artiste. »

— Vito Fedeli (it), 12 décembre 1920

### L'Inno dei lavoratori
En 1886, Galli met en musique l'Inno dei lavoratori (it) de Filippo Turati, sa composition la plus célèbre,,. L'Inno dei lavoratori a été commandé par les premiers représentants du socialisme italien, notamment Costantino Lazzari, qui devient secrétaire du parti socialiste italien. Les circonstances qui mené à la commande de Galli sont contestées, et selon un récit, Galli est trompé en croyant que la mélodie serait utilisée sur un autre texte que l'Inno dei lavoratori,, écrit par Luigi Persico. Il recycle une mélodie qu'il avait composée plus tôt dans sa vie,, pour une association dont il ne se souvient plus. Une lettre du maire de Finale Emilia, datée du 5 décembre 1904, prétend que Galli a repris un arrangement du Tantum ergo chanté dans les églises de Finale.
Lazzari se souvient avoir entendu Galli jouer la mélodie pour la première fois en février 1886, dans ses bureaux d'Il Secolo, discrètement pour éviter l'attention des contributeurs hostiles dans les pièces voisines. Le texte de l'hymne, qui est plus tard modifié pour s'adapter à la musique, est publié le 7 mars 1886,, et il est interprété pour la première fois le 28 mars 1886, lors d'une conférence du Parti ouvrier italien, dirigé par Lazzari et soutenu par Turati,.
La chanson devient populaire, notamment en opposition socialiste à la Marcia Reale, l'hymne national officiel du royaume d'Italie. Galli est mal à l'aise avec son association à celle-ci,, et garde son auteur de la musique inconnu : il ne veut pas entrer dans la rivalité amère entre le Parti ouvrier italien et le Parti radical italien, et il craint des répercussions de la part du conservatoire de Milan et de ses cercles professionnels,. De plus, Galli est un catholique pratiquant, conservateur politiquement et propriétaire foncier.
Chanter l'Inno dei lavoratori devient interdit en public et à partir de 1892, cela entraîne une peine de détention d'au moins 75 jours ainsi qu'une amende de 100 lires. La chanson est de nouveau interdite pendant la Première Guerre mondiale, et après la bataille de Caporetto en automne 1917, la préfecture de Milan force Galli à retirer les copies de l'hymne du marché à ses frais,. Galli reste sous surveillance policière pendant sa vie, soupçonné d'être subversif. L'ordeal de l'hymne conduit Galli à une peur et un stress significatifs dans ses dernières années,, menant à une maladie dont il ne se remet pas. Il est connu pour murmurer : « Maudit hymne, combien tu m'as coûté ! » La chanson est à nouveau interdite sous l'Italie fasciste, après la mort de Galli.
À l'origine, la musique est attribuée à « Giano Martelli », un anagramme de Galli. Galli est identifié pour la première fois comme le compositeur de la musique lors d'un rapport de police en 1894, et en 1917, une publication socialiste le crédite publiquement. Certains soutiennent que la musique fut composée par Zenone Mattei (it),, un compositeur d'Amelia qui est crédité pour la première fois dans une édition suisse de 1894.

## Retraite et décès
En 1894, Galli achète une maison de vacances d'été sur Via Santa Maria à Cerreto, une ruelle rurale entre les villages de Gaiofana et Fienili, près de la frontière de Rimini avec Coriano,. En 1904, Galli prend sa retraite de façon permanente à Rimini, achetant un appartement dans le centre-ville en 1906, à l'angle de Via Alessandro Gambalunga et Via Santa Maria al Mare. Il est une célébrité locale très appréciée. Malgré sa maladie, il continue à composer et à diriger les écoles de musique locales.
Galli décède à Rimini le 8 décembre 1919,. Il est enterré dans le cimetière monumental de Rimini aux côtés de sa sœur et de sa femme, une chanteuse polonaise. Galli laisse derrière lui son fils, Pericle.

## Héritage

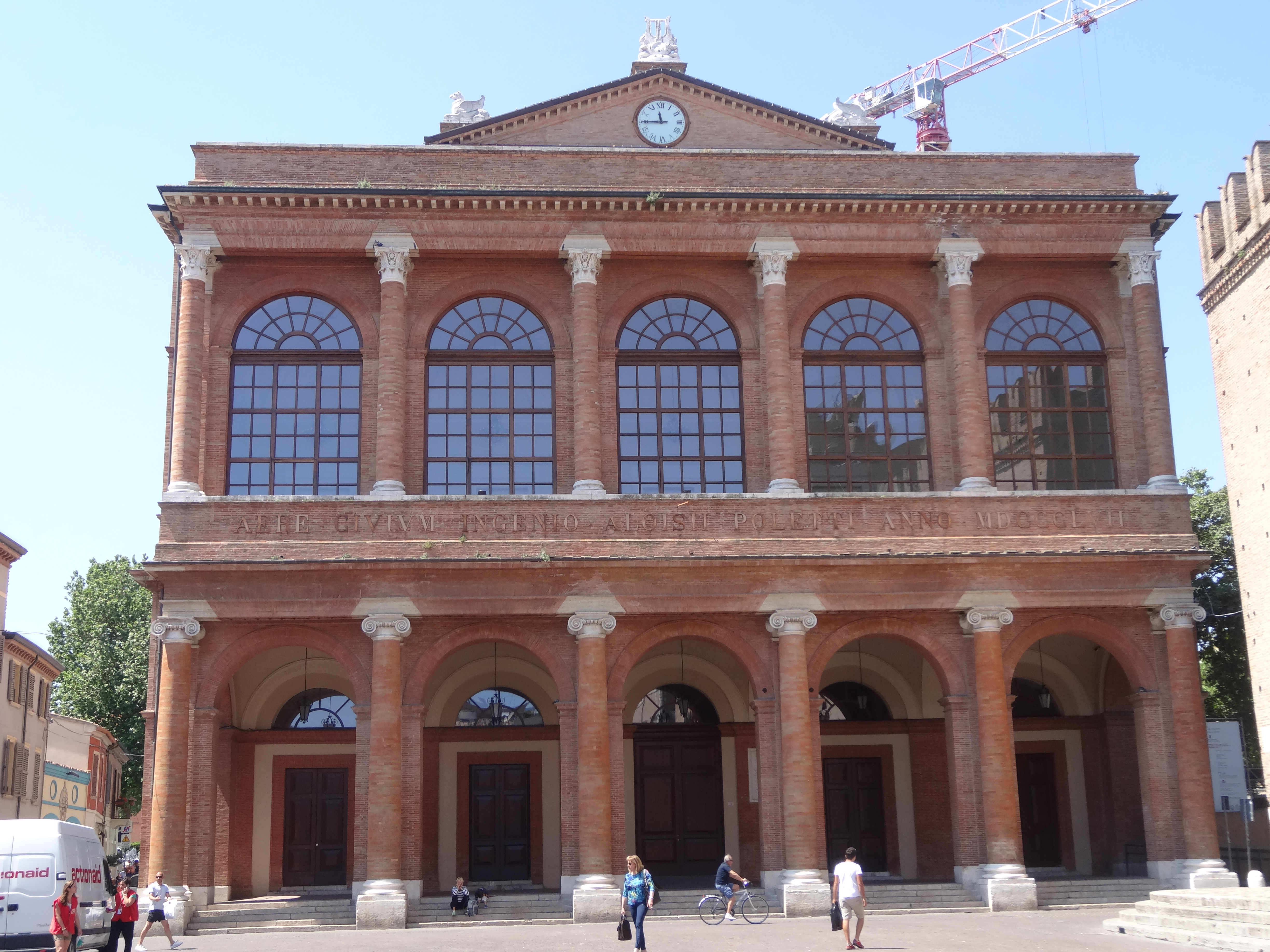
Le théâtre Amintore Galli en juin 2015

Le 6 mai 1947, à la suite de la déposition de la monarchie italienne, une résolution unanime du gouvernement municipal de Rimini renomme le théâtre Victor Emmanuel II (it) en son honneur. Le théâtre avait été partiellement détruit par un bombardement aérien allié en décembre 1943,,, et n'a été complètement restauré qu'en octobre 2018,.
Fondée en septembre 1994, l'association chorale de Rimini porte le nom de Galli. Des rues portent son nom à Rimini et à Novafeltria,. Le pape Benoît XVI reçoit en cadeau une copie de sa Missa pacis (1919). Amintore Fanfani, qui a servi plusieurs mandats en tant que premier ministre d'Italie, est nommé en l'honneur de Galli.
En 2002, la publication du livre Rimini e Amintore Galli réévalue l'association de Galli avec la ville, découvrant une connexion plus profonde que ce que l'on croyait pour un artiste qui avait passé la majeure partie de sa vie ailleurs. Le 20 septembre 2002, une plaque commémorant Galli est dévoilée sur le site de sa dernière résidence en ville.
Le 27 juin 2009, la tombe de Galli est restaurée grâce à un financement du club Rotary de Rimini. Le 9 octobre 2011, la Missa pacis est interprétée dans le Temple Malatesta de Rimini, pour la première fois dans ce lieu, en célébration de Gaudentius de Rimini (it), le saint patron de Rimini.
Ces dernières années, Rimini a accueilli plusieurs conférences et événements dédiés à Galli, notamment en 2002, 2018, et 2021.

## Œuvres

### Compositions théâtrales
Deux des opéras de Galli sont joués de son vivant :
- Il corno d'oro ou Un'avventura nel serraglio (1876). L'œuvre est créée au Teatro Balbo (it) de Turin le 30 août 1876 et plus tard jouée à Barcelone[4].
- Davide (1804). L'opéra est créé au théâtre lyrique de Milan le 12 novembre 1904. Il est répété au Teatro Dal Verme de Milan le 23 novembre 1906 et au théâtre Victor Emmanuel II (it) de Rimini, dans le cadre des célébrations du cinquantième anniversaire, le 6 janvier 1907[4],[7]. En septembre 1952, Davide est remonté à Rimini en l'honneur de Galli[4]. La partition de Davide a été perdue, mais les musiques vocales et pianistiques restent[14].

Les autres pièces de Galli incluent :
- Espiazione (Milan, 1867)
- Atonement (Rimini, 1867), un oratorio avec ses propres vers inspirés par le poème Lalla Rookh (en) (1817) de Thomas Moore
- Cristo a Golgota (Finale Emilia, 1871)
- L'Inno dei lavoratori (it) (Milan, 1886), avec des vers de Filippo Turati
- Missa pacis (Rimini, 1919), dirigée par Augusto Massari (it)[4], interprétée le 14 septembre 1919 dans l'église de San Giovanni Battista à Rimini[18], lors d'une cérémonie solennelle pour la conclusion de la Première Guerre mondiale[18]
- Totentanz (s.d.), un solo pour baryton avec orchestre

Galli a également écrit les livrets suivants, qui n'ont jamais été publiés ni joués :
- Il Risorgimento (1870)[4]
- Roma (1870), qui est interdit par la police milanaise[4],[7]
- Follia tragica (1870)[4], dont la production est annulée peu avant sa première représentation prévue[21]

Pour la maison d'édition Sonzogno, Galli écrit des réductions pour piano d'œuvres d'autres compositeurs, principalement Pietro Mascagni (L'amico Fritz, I Rantzau, Guglielmo Ratcliff, Silvano, Zanetto (it) et Le maschere). Il également écrit des réductions pour piano des œuvres de Fieschi de Achille Montuoro et Andrea Chénier de Umberto Giordano.

### Publications
Essais 
- Arte fonetica, istituzioni scientifiche musicali. Prolegomeni (Milan, 1870)
- Alle scuole musicali d'Italia. Trattato di contrappunto e fuga (Milan, 1877)
- Sunto di lezioni di storia, teoria ed estetica della musica (Milan, 1880)
- Storia teorica ed estetica della musica: programmi e sunti di lezione (Milan, 1881)
- Ortofonia, rettorica della musica (Milan, 1884)
- Saggio storico e teorico sulla notazione musicale (Milan, 1886)
- Manuale del capomusica. Trattato di strumentazione per banda (Milan, 1889)
- Il canto da sala e da teatro (Milan, 1889)
- Il polifonista al pianoforte (Milan, 1891)
- La musica ed i musicisti dal secolo X sino ai nostri giorni (Milan, 1892)
- Strumenti e strumentazione. Nozioni teorico-pratiche compendiate (Milan, 1897)
- Etnografia musicale (Milan, 1898)
- Estetica della musica ossia Del bello nella musica sacra, teatrale e da concerto in ordine alla sua storia (Turin, 1900)
- Storia e teoria del sistema musicale moderno (Milan, 1901)
- Appello al buon senso (Venise, s.d.)
- Storia e teoria della musica militare in Europa (Milan, s.d.)
- Del canto liturgico cristiano e suo accompagnamento (Milan, s.d.)

Courts traités pour la maison d'édition Sonzogno
- Nozioni di musica (1875)
- Trattato di contrappunto e fuga (1877)
- La musica dei Greci, degli Arabi e degli Indiani, sunto di lezioni (1879)
- Elementi di armonia (s.d.)
- Esercitazioni di lettura musicale per istrumenti da fiato (s.d.)

Monographies
- Gaetano Donizetti (Milan, 1873, avec Federico Alborghetti)
- Simon Mayr (Bergame, 1875, avec Federico Alborghetti)
- Alberto Mazzucatto (Milan, 1879)
- Eugenio Bubali (Veroli, 1912)
- Umberto Giordano (Milan, 1915, avec Gustavo Macchi et Giulio Cesare Paribeni (de))
- Antonio Bazzini (Milan, s.d.)